# Langeliniepavillonen
Langelinie Pavillonen er en restaurant/festlokale bygget i 1956-58 ved arkitekterne Eva og Nils Koppel. Beliggende på Langelinie (deraf navnet) i København tæt på den lille havfrue. Her er et mindesmærke for Ivar Huitfeldt (1665-1710) bestående af kanoner og kugler. Området er fyldt med japanske kirsebærtræer, der blomstrer i april.

## Historien
Langelinie Pavillonen som vi kender den i dag er egentlig den tredje pavillon på Langelinie. Den første Langelinie Pavillon blev opført ved Vilhelm Dahlerup, der også stod bag Søpavillonen, i 1884. Det var ejet af De forenede Bryggerier, men fungerede som klubhus for Kongelig Dansk Yachtklub, men måtte allerede atten år senere vige for den næste, bygget af arkitekten Fritz Koch i 1902. Kochs pavillon var et imponerende bygningsværk med ottekantede tårne, kuppelsal, stor festsal og restaurant med plads til 300 mennesker.
Pavillonen var populær hos borgerskabet, og det var derfor et chok for mange københavnere, da den blev sprængt i luften ved schalburgtage den 12. juni 1944.
Mange ønskede efter krigen Langelinie Pavillonen genopført i uændret skikkelse, men ved en arkitektkonkurrence i 1954 faldt valget på Eva og Nils Koppels forslag til en funktionalistisk og stilren pavillon i International Style. En svævende glaskasse, luftig og enkel – på alle måder et modstykke til den gamle Langelinie Pavillon. Også Jørn Utzon indsendte et forslag, men vandt ikke.
I dag består Langelinie Pavillonens møbler, service og interiør for en stor del det originale. To af Poul Henningsens velkendte lamper – den store PH Kogle samt tallerkenlampen. PH Koglen var et bestillingsarbejde til Langelinie Pavillonen ved Københavns havnefront. Poul Henningsen fik til opgave at konstruere en festlig lampe, der også kunne tage sig godt ud, når den var slukket.
Pavillonen er i dag fredet.

## Ejerskab
Siden åbningen i 1958 har Langelinie Pavillonen kun været i hænderne på fem forskellige ejere – lidt af et særsyn i restaurationsbranchen.
Den første ejer, direktør Kai Jørgensen åbnede Langelinie Pavillonen i 1958 og formåede at drive en anset forretning i 20 år. I 1979 solgte han til restauratørerne Ole B. Nielsen og Benno Lauridsen, som havde Pavillonen indtil 1994.
Kirsten Kruse, Torben Jensen og Phillipe Privat – overtog pavillonen i 1996, efter at den i en kort periode var ejet af Michael Laudrup indtil 2003 hvor Peter og Jesper Nicolaisen overtog driften af stedet, Peter og Jesper er tidligere kendt fra forretninger som Odd Fellow Palæet, restaurant Bellahøj, Søpavillonen samt flere andre restauranter. 
Den 1. juni 2015 overtog en ny ejerkreds bestående af syv personer, alle med baggrund fra restaurations- og eventbranchen. Den ny ejerkreds består af Rasmus Pors, Jens Junert, Allan Hansen, Theis Rosenkvist, Jeppe Schramm, James Barnard og Michael Hänschell. Siden overtagelsen har de nye ejere stået for en gennemgående reetablering af pavillonen med et ønske om at bringe liv til huset igen som den var tiltænkt da Eva og Nils Koppel tegnet den.

## Kasino
20. Februar 2008 skrev Berlingske Tidende, at der er planer om at bruge dele af Langelinie Pavillonen som Kasino. Det er dog ikke sket endnu februar 2015.

## Kongelig Dansk Yachtklub
Kongelig Dansk Yachtklub havde hjemhørende på adressen på Langelinie, men havde ikke været på Langelinie Pavillonen siden vinteren 1999/2000. Ejendommen er desværre ikke i en stand, som gør, at KDY kan være tilstede på lokaliteten. I 2014 valgte klubben at forlade lokalerne. 

## Langelinie Pavillonen som filmkulisse
Flere danske film er optaget på Langelinie Pavillonen. F.eks. afsnit af Huset på Christianshavn ("En stakket glæde") fra 1975 med Susse Wold og Willy Rathnov.
Optagelser af området omkring Langeliniepavillon og Københavns Havn i 1912 er foretaget af Nordisk Film og fremgår af den korte dokumentarfilm Langeliniepavillonen m.m..

## Langelinie Pavillonen renoveres 2015
Ejendommen Langelinie Pavillonen ligger på Langelinie 10 på Østerbro i København.
Midt i 2015 gennemgik ejendommen en stor renovering.

## Links
- Wikimedia Commons har flere filer relateret til Langeliniepavillonen
- Restaurant Langelinie Pavillonen's hjemmeside